# Els implacables
Els implacables (títol original en anglès The Tall Men) és una pel·lícula estatunidenca dirigida per Raoul Walsh i estrenada l'any 1955. Està doblada al català.
Els implacables recorda sovint a Riu Vermell, amb el suport del coproductor germà de Howard Hawks, i The Big Trail, l'epopeia rodada per Walsh vint-i-cinc anys abans. Així ho sembla, almenys, d'acord amb les seqüències del temporal de neu, la partida de l'expedició, la travessada del riu, el descens de les carretes amb cordes des d'un cingle, l'atac indi i el bestiar en estampida. Però la narració d'un viatge tan accidentat està mancada de la grandiositat assolida en els models esmentats.
Els millors trams són els primers, quan s'estableixen les relacions entre els principals personatges. Ben Allison (Clark Gable) és un home d'altura, un cowboy valent i poètic, amb un somni menor: crear un petit ranxo al seu Texas, davant del Rio Grande. Nathan Stara (Robert Ryan) posseeix una inferior talla moral, atès que anteposa la riquesa a tota la resta, però té un gran somni: fer-se amo de Montana. Atreta pel més atractiu de cadascun, Nella Turner (Jane Russell), que va viure una infància miserable i tràgica en un petit ranxo, pretén aconseguir una vida segura i còmoda, i diu que busca un home amb somnis grandiosos, que viatgi i que tingui una habitació per a una passatgera.
Gran part del rodatge va tenir lloc a Durango, Mèxic, i la seva rodalia, ja que allà era més fàcil i barat aconseguir el bestiar necessari. Els estudis de la companyia van emmarcar, entre altres coses, seqüències amb neu falsa.

## Repartiment
- Clark Gable: Ben Allison
- Jane Russell: Nella Turner
- Robert Ryan: Nathan Stark
- Cameron Mitchell: Clint Allison
- Juan Garcia: Luis, el cuiner
- Harry Shannon: Sam
- Emile Meyer: Chickasaw
- Steven Darrell: El coronel Norris
- Argentina Brunetti: Maria
- Will Wright: Gus, el bàrman
- Mae Marsh: L'emigrant